# Перстунь
Перстунь (бел. Пе́рстунь, Пярсту́нь) — деревня в Гродненском районе Гродненской области Белоруссии. В составе Подлабенского сельсовета.
Когда-то была одним из главных ятвяжских городов.

## География
Пролегает дорога Н6537.
Ближайшие населённые пункты Бояры, Пролейки и др.

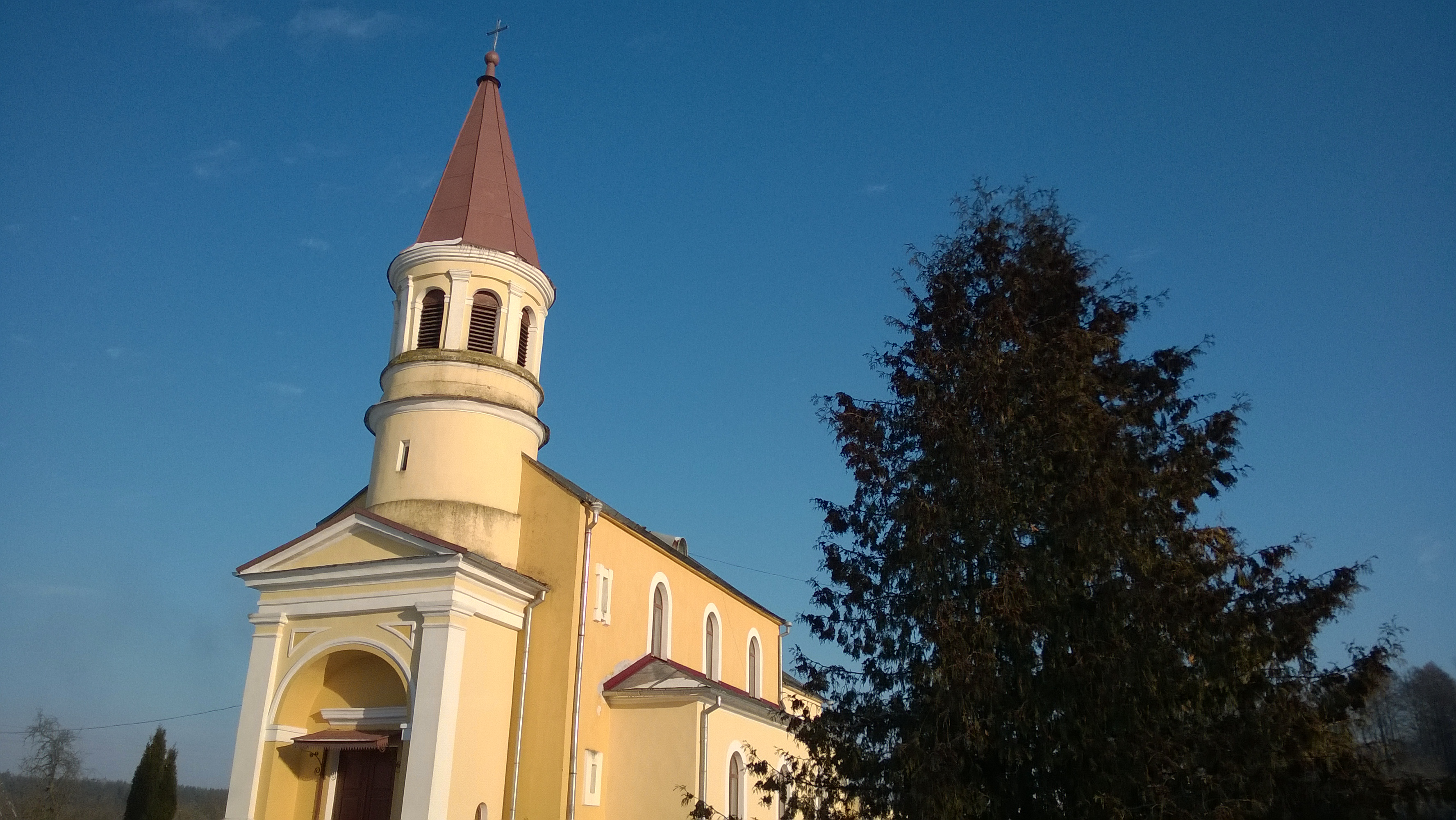
Костёл Благовещения Пресвятой Девы Марии

## История
До 1 августа 1966 года деревня входила в состав Гиновичского сельсовета, до 17 ноября 1986 года находилась в административном подчинении Сопоцкинского поссовета, до 20 сентября 2002 года входила в состав Ратичского сельсовета.

## Население

### Численность
- 2009 год — 41 жителей

### Динамика
- 1999 год — 61 жителей (перепись населения)
- 2009 год — 41 жителей (перепись населения)[6]

## Достопримечательность
- Костёл Благовещения Пресвятой Девы Марии (1818)
- Усадьба (XIX в.)